# Mercedes-Benz W116
W116 is een modelreeks van de hogere klasse van Mercedes-Benz. De serie beleefde haar première op 25 september 1972. In september 1980 liep de laatste auto van de band. De W116 kreeg als eerste serie officieel de naam S-Klasse, bedoeld als Sonderklasse of 'super-klasse' in het Nederlands. De W116 verving de W108-W109 en werd eind 1979 opgevolgd door de W126.
De sedans waren verkrijgbaar als S, SE en SEL. De 'E' staat voor Einspritzer (Duits voor injectiemotor) en 'L' betekent Lang. De wielbasis van de SEL is 10 cm langer. De serie werd geleverd met vier benzinemotoren in vijf vermogensversies. In de Verenigde Staten en Canada was de auto vanaf mei 1978 ook leverbaar met een dieselmotor. Dit model werd SD genoemd.
Mercedes introduceert op de S-Klasse traditioneel haar technische innovaties. Bij de W116 waren de belangrijkste: ABS (optioneel) vanaf 1978, eerste topklasse limousine met dieselmotor en eerste turbodiesel in een seriemodel ter wereld (300 SD), vooras met dubbele wieldraagarmen (uit experimenteervoertuig C111), botsbestendig ingebouwde brandstoftank, versterkte veiligheidskooi en verbeterde kreukelzones, Mercedes’ grootste naoorlogse personenautomotor met 6,8 liter cilinderinhoud (450 SEL 6.9).
De W116 was in meerdere opzichten een succes. Als enige Mercedes ooit is de 450 SE gekozen tot Auto van het Jaar (1974). Volgens de jury bezat de auto ‘uitstekende en evenwichtige kwaliteiten op het gebied van veiligheid, rijcomfort en prestaties’. Ook wonnen de verschillende modellen veel vergelijkingstests met de toenmalige concurrentie. Onderstel en motoren waren zodanig ontworpen dat modificaties volstonden om ze toe te passen in de opvolgende serie W126. De W116 stond tevens model voor de middenklasser W123, de meest verkochte serie van Mercedes-Benz ooit.
Van de W116 zijn 473.035 voertuigen gebouwd. Friedrich Geiger was verantwoordelijk voor het ontwerp.

## Ontwerp
Met het ontwerp werd gestart in 1966, een jaar na de lancering van de W108-W109 die Mercedes later zou aanduiden als ‘oude S-Klasse’. Het was de bedoeling de W116 te presenteren op de IAA van Frankfurt in 1971 maar deze werd afgelast. Hierop namen de ingenieurs een jaar extra de tijd om de auto te perfectioneren. De W116 is daarna op 25 september 1972 voorgesteld aan de Spaanse Costa Brava.

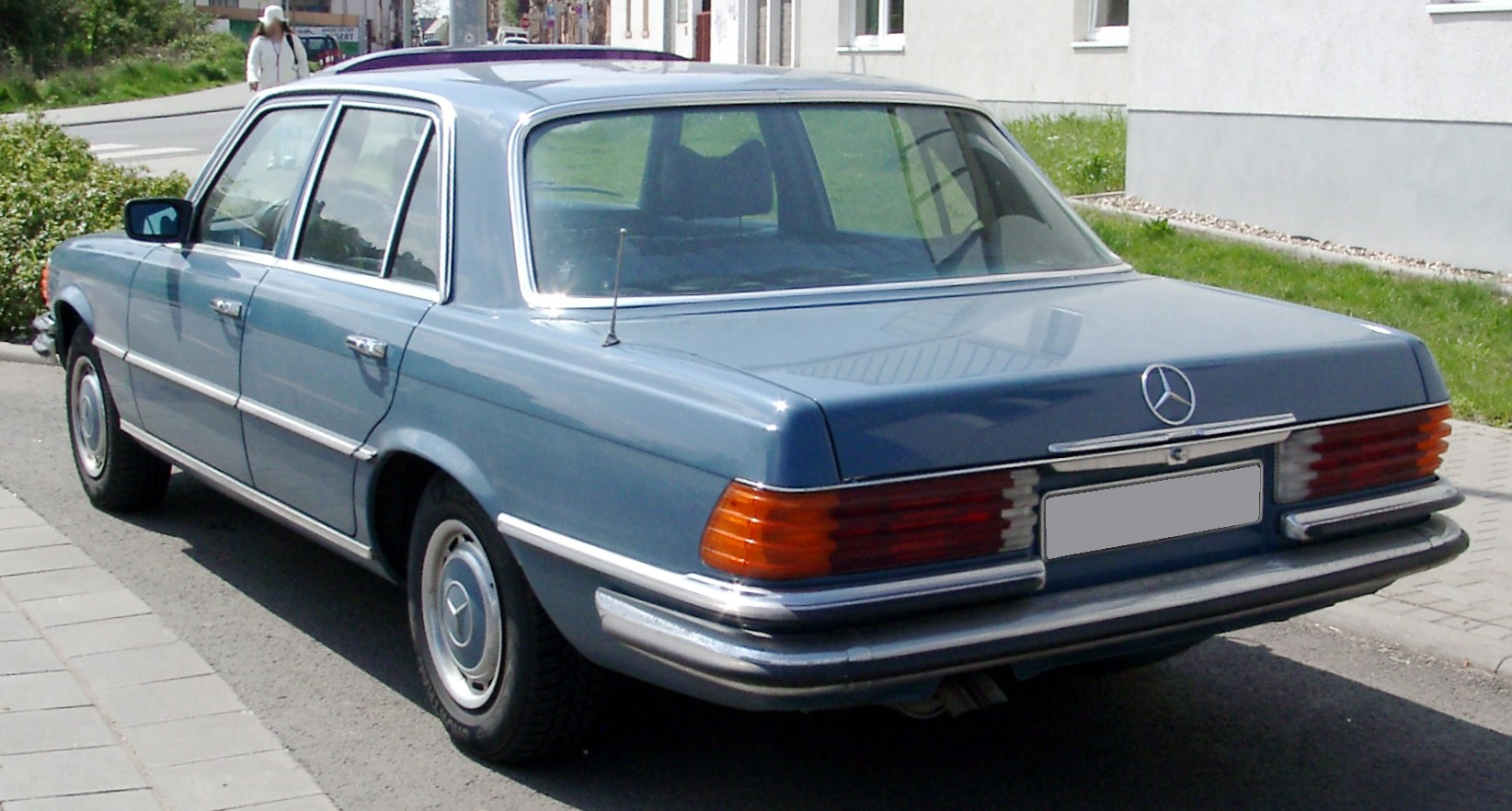
Achterzijde zonder opschrift (optie)

De vormgeving was een breuk met het verleden. De nieuwe stijl was zichtbaar geworden bij de R107 die in april 1971 was uitgekomen. De auto's werden langer, breder en lager en de lijnen van het exterieur en interieur strakker. Mercedes hield nadrukkelijker rekening met passieve veiligheid en aerodynamica. Windtunnelproeven leidden tot een verlaagde grille, neus en daklijn, een vlakker liggende voorruit en een aerodynamisch gevormde buitenspiegel. De Cw-waarde kwam uit op 0,41, gunstig vergeleken met de toenmalige concurrentie die volgens Mercedes tussen 0,47 en 0,50 scoorde. Door de lagere neus werden de koplampunits horizontaal in plaats van verticaal geplaatst. Traditioneel maakte Mercedes ruimhartig gebruik van chroom. Deze gewoonte werd aan de buitenzijde voortgezet met dubbele bumpers, deurgrepen en vele sierlijsten.
De W116 heeft geen 'facelift' ondergaan. De auto's kregen wel kleine doorlopende wijzigingen zoals veranderingen aan de motoren en het uitlaatsysteem, extra motoren en aanvullende opties, en kleine wijzigingen in het interieur.

## Modellen
De serie bestaat in het begin uit de modellen 280 S, 280 SE en 350 SE. In maart 1973 werden de 450 SE en 450 SEL toegevoegd. De 'L'-uitvoering kwam in november 1973 ook beschikbaar voor de 350 SE en in april 1974 voor de 280 SE. In september 1975 werd het nieuwe topmodel 450 SEL 6.9 aangeboden. De auto bezit een zeer grote V8-motor, hydropneumatische vering en veel extra uitrusting. De eerste dieselmotor kwam in mei 1978. Deze vijfcilinder 300 SD was alleen leverbaar in de VS en Canada.
De 280- en 350-modellen werden standaard uitgerust met een handgeschakelde 4-versnellingsbak. Tegen meerprijs konden de 280-modellen worden voorzien van een handgeschakelde 5-versnellingsbak (tot medio 1976) of een 3-versnellingsautomaat. De 450-uitvoeringen waren vanwege het grotere motorkoppel niet te krijgen met een handgeschakelde bak. De 450-modellen en de 300 SD hadden af fabriek een automaat met resp. 3 en 4 versnellingen. Alle automaten waren uitgerust met een koppelomvormer. Deze geeft vloeiende schakelmomenten en extra kracht bij lage toeren (bij stilstand wordt het motorkoppel ongeveer verdubbeld en bij hogere toeren neemt de koppelvergroting af). Nadeel is slip tot ca. 3000 omw./min.
Halverwege de modelcyclus werd het brandstofinjectiesysteem van de benzinemotoren aangepast om aan de in de meeste Europese landen verscherpte emissie-eisen te voldoen. Van de elektronisch geregelde Bosch D-Jetronic stapte men over naar de minder ingewikkelde mechanisch geregelde Bosch K-Jetronic (uitgezonderd de M110 met carburateur). Bij de M110 (in beide uitvoeringen) en M116 werd tevens de compressieverhouding verlaagd. Ter vereenvoudiging van het onderhoud kregen de krachtbronnen contactloze transistorontsteking en hydraulische klepspeling compensatie. De M100 kreeg bij de start van de levering van de 450 SEL 6.9 in september 1975 als eerste de K-Jetronic ingebouwd. De M117, M116 en M110 volgden in de maanden erna. De omschakelingen gingen gepaard met kleine prestatieverliezen. In april 1978 stijgen het vermogen en koppel weer als bij de M110 met brandstofinjectie de compressieverhouding wordt verhoogd tot de oorspronkelijke waarde en bij de M116 en M117 het uitlaatsysteem wordt aangepast.
Bij de OM617 werd in oktober 1978 de boring met 0,1 mm verkleind om de cilinderinhoud onder 3 liter te brengen. Dit was fiscaal gunstiger in enkele Europese landen waar de motor zonder turbolader werd ingezet in andere series. De geringe aanpassing had geen gevolgen voor de prestaties. Een jaar later werden nieuwe cilinderkoppen gemonteerd en stijgt het vermogen met 9% naar 89 kW (121 pk).
| Model          | Motor                   | Type  | Uitvoering                                              | Vermogen kW (pk) bij tpm                           | Koppel Nm bij tpm                | Topsnelheid         | Acceleratie 0–100 km/h                   | Leeggewicht         |
| -------------- | ----------------------- | ----- | ------------------------------------------------------- | -------------------------------------------------- | -------------------------------- | ------------------- | ---------------------------------------- | ------------------- |
| 280 S          | 2746 cm³ 6-in-lijn      | M110  | Solex 4A 1 dubbele register-carburateur                 | 118 (160) / 5500 115 (156) / 5500                  | 226 / 4000 223 / 4000            | 190 km/h (185 aut.) | 11,5 s (12,3 aut.)                       | 1610 kg             |
| 280 SE 280 SEL | 2746 cm³ 6-in-lijn      | M110  | D-Jetronic brandstofinjectie vanaf feb.1976: K-Jetronic | 136 (185) / 6000 130 (177) / 6000 136 (185) / 5800 | 238 / 4500 233 / 4500 240 / 4500 | 200 km/h (195 aut.) | 10,5 s (11,3 aut.)                       | 1615 kg 1645 kg SEL |
| 350 SE 350 SEL | 3499 cm³ V8             | M116  | D-Jetronic brandstofinjectie vanaf jan.1976: K-Jetronic | 147 (200) / 5800 143 (195) / 5500 151 (205) / 5750 | 286 / 4000 275 / 4000 285 / 4000 | 205 km/h (200 aut.) | 9,5 s (10,3 aut.) 10,0 s (10,8 aut.) SEL | 1675 kg 1700 kg SEL |
| 450 SE 450 SEL | 4520 cm³ V8             | M117  | D-Jetronic brandstofinjectie vanaf nov.1975: K-Jetronic | 165 (225) / 5000 160 (217) / 5000 165 (225) / 5000 | 378 / 3000 360 / 3250 368 / 3250 | 210 km/h            | 9,3 s 9,9 s SEL                          | 1730 kg 1765 kg SEL |
| 450 SEL 6.9    | 6834 cm³ V8             | M100  | K-Jetronic                                              | 210 (286) / 4250                                   | 550 / 3000                       | 225 km/h            | 7,4 s                                    | 1935 kg             |
| 300 SD         | 3005/2998 cm³ 5-in-lijn | OM617 | mechanisch geregelde voorkamerinjectie                  | 82 (111) / 4200 89 (121) / 4350                    | 228 / 2400 230 / 2400            | 165 km/h 170 km/h   | 17,0 s 16,2 s                            | 1745 kg 1715 kg     |

Bij de M110 en M116 ligt de nadruk op het vermogen (bij hoge toeren) terwijl bij de M117 en M100 het zwaartepunt ligt bij het koppel (bij lage toeren). De M117 heeft een 30% grotere cilinderinhoud dan de M116 en maar 10-12% meer vermogen. Het koppel is wel 30% groter en wordt bovendien bereikt bij een lager toerental. Het slagvolume van de M100 is bijna tweemaal zo groot als dat van de M116, wat tot uitdrukking komt in het nagenoeg dubbele koppel en veel minder in het 40% hogere vermogen, dat met 210 kW gelijk is aan de 5,3 liter V12-motor van Jaguar. Met 550 Nm is het koppel van de M100 feitelijk zo groot dat maar twee tijdgenoten dit overtreffen, de exotische Panther 6 en de enorme ZIL limousines. Vanwege het grote motorkoppel is de achteras van de 450-modellen voorzien van een speciale ophanging om het acceleratiemoment op te vangen. Dit voorkomt het wegzakken van de achterzijde van de auto bij optrekken. De 450 SEL 6.9 is tevens uitgerust met een sperdifferentieel.
Alle modellen hebben achterwielaandrijving, kogelkringloop besturing met stuurbekrachtiging en onafhankelijke wielophanging rondom. De diameter van de velgen is 14”. De bandbreedte is 185 mm bij de zescilinders en de diesel en 205 mm bij de achtcilinders. Uitzondering is de 450 SEL 6.9 die 215 mm brede banden heeft.

## Productie
De zescilinders (280-modellen) namen bijna 60% van de productie voor hun rekening. Van de 300 SD zijn bijna 29.000 exemplaren gebouwd, ondanks dat dit model maar in twee landen leverbaar was en minder dan 2,5 jaar in productie is geweest.
| Model       | Chassis- nummer | Bouwperiode     | Aantal  | %    |
| ----------- | --------------- | --------------- | ------- | ---- |
| 280 S       | 116.020         | sep 72 - jul 80 | 122.848 | 26,0 |
| 280 SE      | 116.024         | sep 72 - jul 80 | 150.593 | 31,8 |
| 280 SEL     | 116.025         | apr 74 - mei 80 | 7.032   | 1,5  |
| 350 SE      | 116.028         | aug 72 - sep 80 | 51.100  | 10,8 |
| 350 SEL     | 116.029         | nov 73 - jun 80 | 4.266   | 0,9  |
| 450 SE      | 116.032         | dec 72 - apr 80 | 41.604  | 8,8  |
| 450 SEL     | 116.033         | feb 73 - jun 80 | 59.578  | 12,6 |
| 450 SEL 6.9 | 116.036         | sep 75 - mei 80 | 7.380   | 1,6  |
| 300 SD      | 116.120         | mei 78 - sep 80 | 28.634  | 6,0  |

Gedurende de levertijd van de serie heeft de assemblagelijn steeds op de maximumcapaciteit van 63.000 voertuigen per jaar gedraaid. Toen de W126 leverbaar werd liep de productie van de meeste modellen nog ruim een halfjaar door. In de loop van 1980 is de productie model na model beëindigd en in september 1980 liep de laatste auto van de band. Van de W116 zijn 473.035 voertuigen gebouwd, 23% meer dan van zijn voorganger.

## Veiligheid
In het ontwerp waren veel veiligheidskenmerken opgenomen die voortkwamen uit de ‘safety research vehicles’ die Mercedes in het midden van de jaren 60 had gebouwd. De in 1951 door Mercedes ontwikkelde kooiconstructie met kreukelzones werd doorontwikkeld. De voor-, midden- en achterstijlen ('A-, B- en C-stijlen') en de dakconstructie werden zodanig versterkt dat het frame een belasting van 10.000 kg kan verdragen. Het schokabsorberend vermogen van het voor- en achterdeel (kreukelzones) werd verhoogd middels progressieve vervorming. De brandstoftank kwam buiten de vervormbare zone boven de achteras te liggen. Het reservewiel werd in de bodem van de kofferruimte geplaatst om extra weerstand te bieden bij een aanrijding van achteren. Om letsel bij andere verkeersdeelnemers te beperken heeft de auto afgeronde hoeken en een meeverende buitenspiegel. Een nieuw profiel aan de buitenzijde van de ‘A-stijlen’ dat water opzij en omhoog afvoert, houdt de zijruiten schoon. Een waterlijst boven de achterruit voorkomt dat deze onnodig vuil wordt. De ruitenwissers kunnen door een gunstige montage bij hoge snelheden niet liften. De achterlichten zijn voorzien van diepe en brede verzonken profielen omdat windtunneltesten hadden aangetoond dat vuil zich snel vastzet op loodrechte, gladde oppervlakken. De auto is uitgerust met 4 veiligheidssloten die een belasting van 3000 kg kunnen doorstaan. Ten slotte beschikt de serie over een servo-remsysteem met gescheiden circuits en schijfremmen rondom, waarbij de voorste koelkanalen hebben.

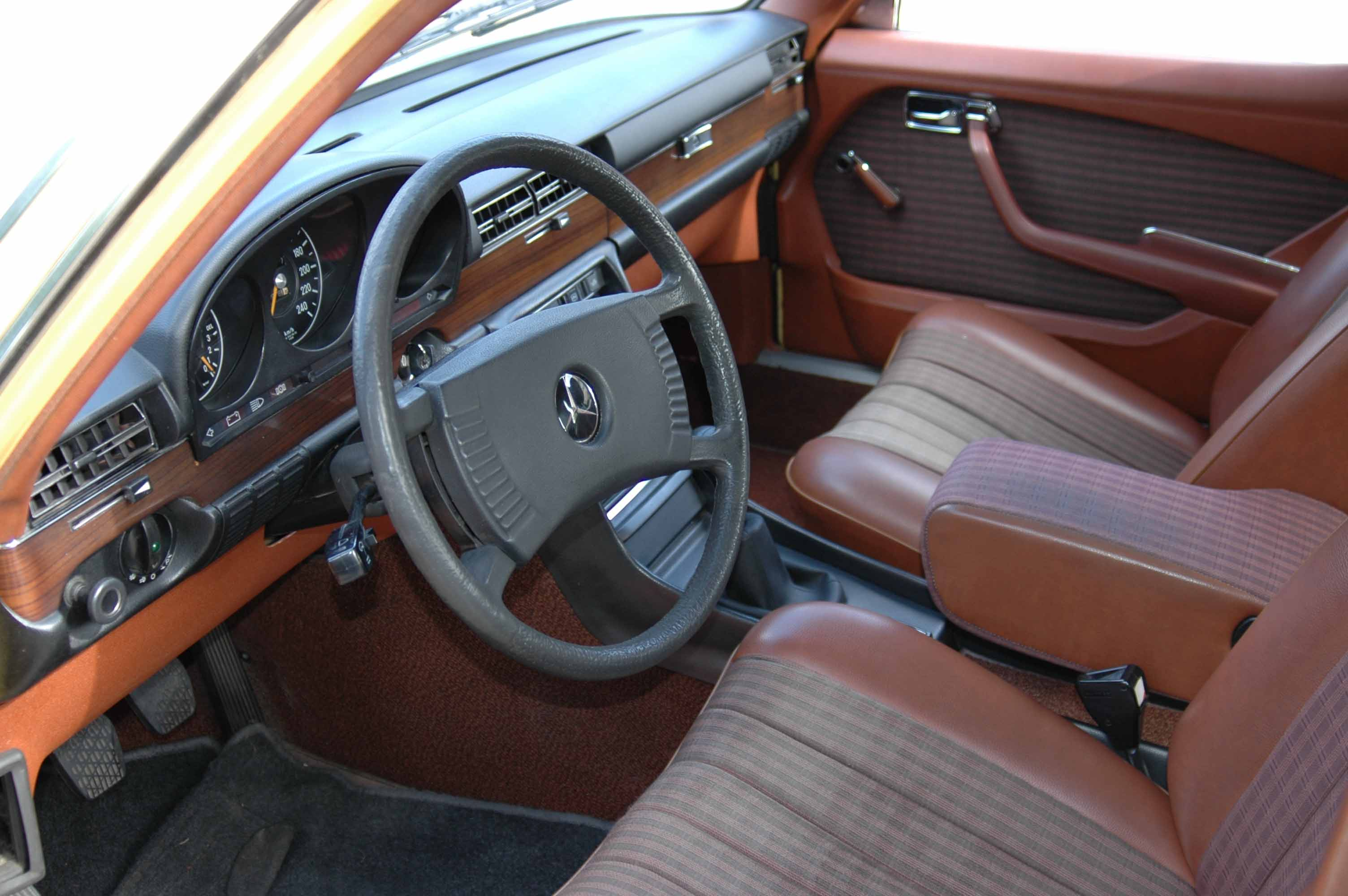
Interieur 350 SE uit 1975 met als extra armsteun voor

In het interieur verdwenen veel sierlijsten en ringen die kenmerkend zijn voor de W108-W109. Het stuurwiel, dashboard en middenconsole zijn gemaakt van zachte kunststoffen. In het nieuwe vierspaaks veiligheidsstuur werd een grote beklede plaat gemonteerd. Het dashboard is progressief vervormbaar en heeft stootvlakken aan de onderzijde om knieletsel te verminderen. Kantelbare hoofdsteunen met uitsparingen in het midden houden het hoofd in een centrale positie bij een aanrijding van achteren. De dakstijlen, het dakframe en de deuren zijn voorzien van een veerkrachtige bekleding om de inzittenden extra te beschermen. Vanaf model 280 SEL zijn de deuren tevens gecapitonneerd. Een ingebouwd luchtkanaal sluit de voorportieren aan op het verwarmings- en ventilatiesysteem waardoor deze ruiten sneller ontwasemen (tegelijk werkt de portierverwarming comfortverhogend). De achterruit blijft condensvrij door langsstromende interieurlucht die via een spleet onderlangs wordt afgevoerd naar buiten. In de hoedenplank is een EHBO doos opgeborgen.
Als eerste auto ter wereld werd de W116 in december 1978 leverbaar met ABS. Mercedes had deze optie, waarbij de auto bestuurbaar blijft bij vol remmen, samen met Bosch ontwikkeld.

## Prestaties
De meer dan 100 nieuwe veiligheidsvoorzieningen eisten op twee gebieden hun tol. De binnenruimte is vergelijkbaar met zijn voorganger ondanks de grotere buitenafmetingen en het gewicht is ongeveer 12% hoger. Dat de auto's beter presteren is te danken aan de gunstigere stroomlijn en de sterkere motoren. 

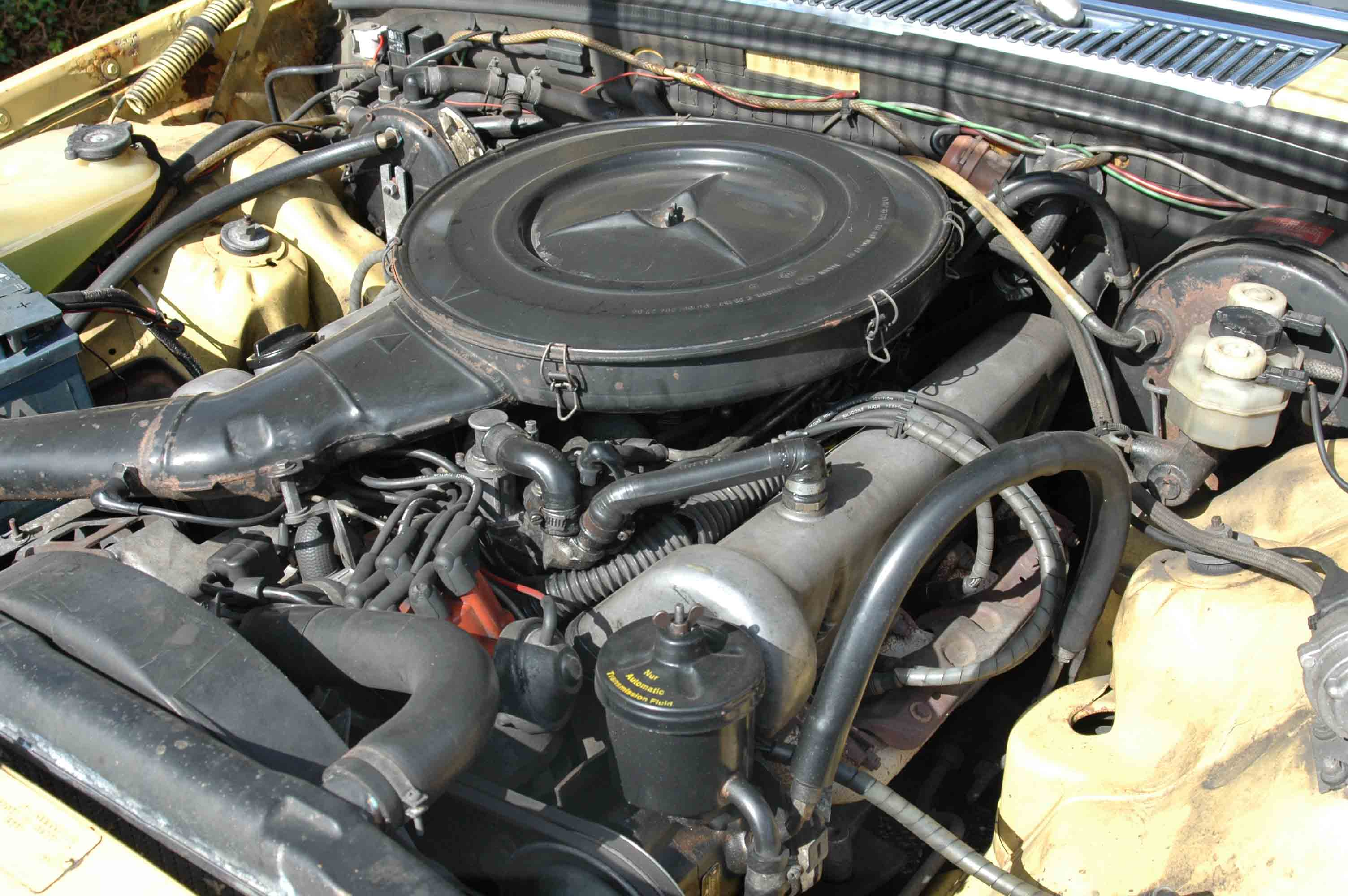
M116 in 350 SE uit 1975

De W116 werd uitgerust met nieuwe of recent ontwikkelde krachtbronnen. De M116 had eind 1969 zijn debuut gemaakt in modellen in kleine serie en de M110 was minder dan een halfjaar voor de productiestart van de W116 gereed.
Een topsnelheid van 200+ km/h en een acceleratie 0–100 km/h in minder dan 10 seconden zijn in de jaren 70 een maatstaf voor luxe. Volgens fabrieksopgave waren deze prestaties weggelegd voor de handgeschakelde 350 SE en de 450-modellen. Autojournalisten testten de volgende topsnelheden en acceleratietijden (tussen haakjes het verschil met de fabrieksopgave): 280 S (115 kW) met handgeschakelde 4-versnellingsbak 187,5 km/h (-2,5) en 11,0 s (-0,5), 350 SE (147 kW) met 3-versnellingsautomaat 203,4 km/h (+3,4) en 10,1 s (-0,2), 350 SE (143 kW) met 3-versnellingsautomaat 203,0 km/h (+3,0) en 9,8 s (-0,5), 350 SE (151 kW) met handgeschakelde 4-versnellingsbak 211,8 km/h (+6,8) en 9,2 s (-0,3), 450 SEL (165 kW) met 3-versnellingsautomaat 211,8 km/h (+1,8) en 10,5 s (+0,6) en 450 SEL 6.9 met 3-versnellingsautomaat 234,1 km/h (+9,1) en 8,2 s (+0,8). Met deze waarden kunnen de auto's in het snelle verkeer anno 2015 nog altijd prima meekomen.

## Rijcomfort
De W116 kreeg zowel een nieuwe voor- als achteras. De vooras was uitgetest op het experimentele model C111 uit 1969. De smeedstalen en zwaar te belasten dubbele wieldraagarmen zijn zodanig opgehangen dat een progressief werkend anti-duikt effect werd bereikt. Om trillingen en geruis te dempen zijn de wieldraagarmen in rubber opgehangen aan de carrosserie. Door de ver uit elkaar geplaatste ophangpunten werd een exacte wielgeleiding verkregen. De voorwieluitlijning met stuurstraal = 0 voorkomt dat ongelijke krachten, veroorzaakt door remmen op een weg met verschillend wegdek, een klapband of een aanrijding van opzij de besturing beïnvloeden. Een verbeterde dwarsstabiliteit werd bereikt door beide voorwielen in de bocht naar binnen te laten overhellen waardoor zij zich afzetten tegen het wegdek. Hoewel de C111 ook beschikte over een revolutionaire multilink achteras -die pas productierijp was in 1982- werd een achteras met schuingeplaatste wieldraagarmen gemonteerd, door Mercedes ‘diagonaal pendelas’ genoemd. Deze was afgeleid van de in 1968 op de middenklasseserie W114-W115 geïntroduceerde versie en is een significante verbetering van de 'pendelas' van de W108-W109. Hij zorgt voor een exacte wielgeleiding en bij het inveren van één wiel wordt het andere niet beïnvloed. Door het bovengemiddelde rijgedrag van het onderstel wordt de W116 tegenwoordig een moderne klassieker genoemd.
Het rijcomfort werd verder verhoogd door de goede afstemming van vering en demping en het vergrote onderstel. Ten opzichte van de W108-W109 is de wielbasis 11,5 cm langer en de spoorbreedte voor en achter resp. 3,9 cm en 2,0 cm groter. De SEL-versies bieden nog extra comfort met een 10 cm verlengde wielbasis die ten goede komt aan de been- en instapruimte achterin. De 450 SEL 6.9 heeft daarenboven hydropneumatische vering met automatische niveauregeling en 4 cm verstelbare bodemhoogte. Dit systeem is vergelijkbaar met wat Citroën in o.a. de DS toepaste.
De combinatie van de V8-motoren en de door Mercedes ontwikkelde 3-versnellingsautomaat met koppelomvormer werd geprezen. Hoewel de automaat ten koste gaat van de prestaties -de sprint 0–100 km/h duurt 0,8 seconde langer- werkt de combinatie met de motor zeer harmonieus en past bij het goedmoedige karakter van de voertuigen. De minderheid die wilde profiteren van het temperament van de kleinste V8 (350 SE) koos voor de handgeschakelde 4-versnellingsbak met zijn korte overbrengingen.

## Uitrusting

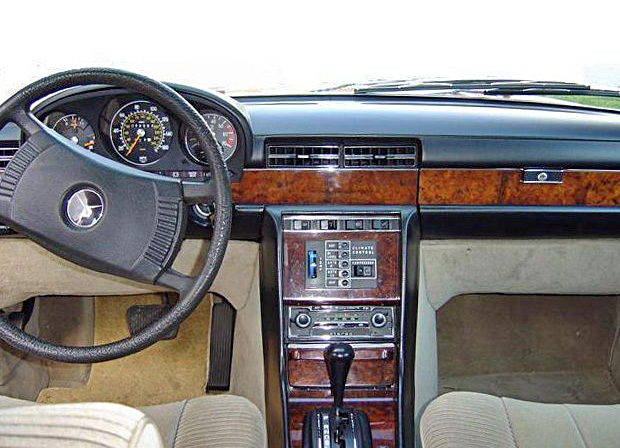
Dashboard Amerikaanse 450 SEL 6.9 met als extra airconditioning met thermostatische regeling

Tot de standaarduitrusting behoorden een voorruit van gelaagd glas, van binnenuit verstelbare buitenspiegel, in hoogte verstelbare bestuurdersstoel, armsteun achter en halogeen koplampen. Meerprijs moest worden betaald voor een radio, antenne, toerenteller, rechter buitenspiegel, armsteun voor, hoofdsteunen achter, gordels achter, warmtewerend glas, elektrische ramen, elektrische buitenspiegel(s), airconditioning, lichtmetalen velgen, centrale vergrendeling, cruise control (leverbaar vanaf dec. 1975) en een automatische versnellingsbak.
Vanaf de 450 SE was een automatische versnellingsbak standaard. Vanaf de 450 SEL waren ook centrale vergrendeling, elektrische ramen, bagagenetten aan de voorstoelen en velours bekleding en tapijt standaard. Het topmodel 450 SEL 6.9 beschikt bovendien over een toerenteller, armsteun voor, in hoogte verstelbare bijrijdersstoel, hoofdsteunen achter, gordels achter, cruise control, koplampwissers, handbediende airconditioning en warmtewerend glas. In plaats van zebrano fineer op het dashboard paste Mercedes in de '6.9' walnotenhout fineer toe. In standaarduitvoering was het topmodel tweemaal zo duur als de kleinste V8, de 350 SE.

## Waardering en kritiek
Naast veiligheid, prestaties en rijcomfort springen de mogelijkheden tot personalisatie, het gevoel van geborgenheid, de loopcultuur van de achtcilinders en de overzichtelijkheid van het dashboard in het oog. In de W116 waren meer dan 1000 combinaties mogelijk in specificatie, kleur, bekleding en uitrusting. Geen andere auto bood meer mogelijkheden tot personalisatie. De buitengewone aandacht van Mercedes voor actieve en passieve veiligheid geven inzittenden een groot gevoel van geborgenheid. De loopcultuur van de V8-motoren overtreft die van de zescilinders die de concurrenten meestal inzetten. De overzichtelijkheid van het dashboard en de logische plaats van de bedieningselementen vallen eveneens op. Ook de techniek bleek robuust want kilometrages van 400.000 en meer zijn goed haalbaar. Met haar compromisloze aanpak bereikte Mercedes een mate van perfectie die maakte dat velen, incl. Mercedes zelf, in de jaren 70 de W116 als de beste auto ter wereld beschouwden.

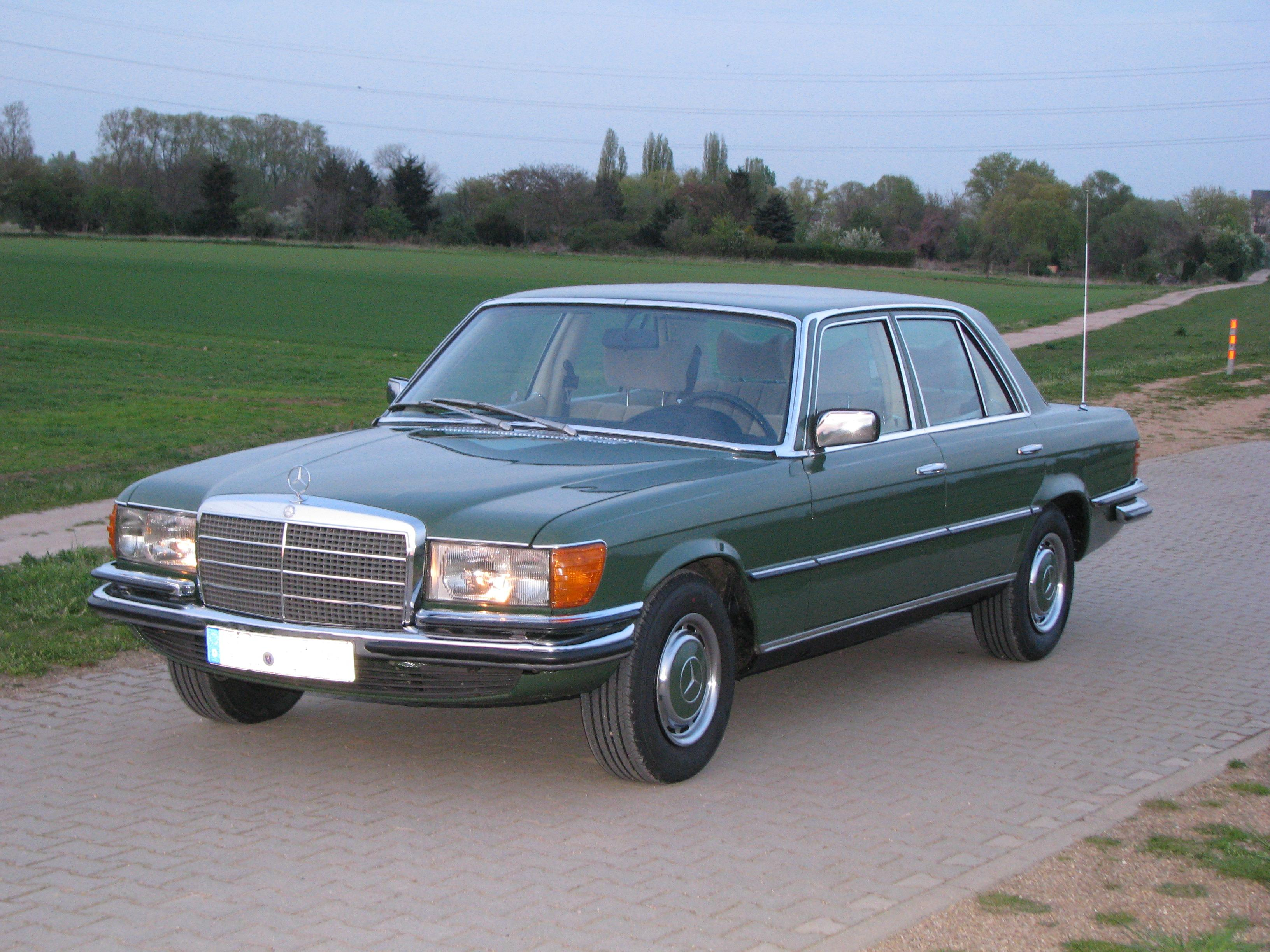
280 SE met als extra's hoofdsteunen en gordels achter, velours bekleding, rechter buitenspiegel en antenne

Ook in vergelijkingstests met de toenmalige concurrentie waren de modellen vrijwel altijd superieur. Ze lieten wel punten liggen op onderdelen, zoals standaarduitrusting, laadvermogen, brandstofverbruik, geluiddemping, trekgewicht en rijervaring. Ofschoon de uitrusting van auto's af fabriek in de jaren 70 bescheiden was, werd het de W116 aangerekend dat deze niet standaard beschikte over een toerenteller en centrale vergrendeling. Doordat het werkelijke gewicht van de auto's ongeveer 100 kg boven het kentekengewicht lag, was het laadvermogen beduidend minder dan de fabrieksopgave. Een laag brandstofverbruik behoorde niet tot de belangrijkste eisen aan motoren die werden ontwikkeld in de jaren 60, maar de oliecrises van 1973 en 1979 maakten het hoge brandstofverbruik van vooral de achtcilinders wel tot een issue. In tests verbruikten de 350-modellen 18-18,7 liter benzine per 100 kilometer, de 450-uitvoeringen 20 liter en de 450 SEL 6.9 zelfs 23,2 liter (‘1 op 4,3’). De eerste oliecrisis leidde ertoe dat de productie van de in 1972 aangekondigde 450 SEL 6.9 werd uitgesteld tot 1975. Het geluidscomfort en het maximale trekgewicht van 1200 kg (geremd) werden eveneens als beneden gemiddeld voor de klasse bestempeld. (Mercedes verhoogde het geremde trekgewicht medio 1975 naar 1500 kg.) Ten slotte werd de W116 meer als chauffeursauto (voor passagiers) ervaren dan als rijdersauto (voor de chauffeur).
Met het verstrijken van de jaren werd tevens duidelijk dat de auto’s niet bovengemiddeld bestand waren tegen roestvorming.

## Bijzondere modellen
Het topmodel 450 SEL 6.9, de 300 SD en de 8-cilinders met bepantsering zijn in een aantal opzichten bijzonder.

### 450 SEL 6.9
De M100 in de 450 SEL 6.9 is de gemodificeerde en vergrote versie van de motor die was ontwikkeld voor de in 1963 gepresenteerde W100. De mechanisch gestuurde Bosch 8-zuiger injectiepomp was vervangen door de eenvoudigere K-Jetronic, de wet-sumpsmering verruild voor dry-sumpsmering en de compressieverhouding verlaagd. Door de boring te vergroten steeg de cilinderinhoud van 6332 cm³ naar 6834 cm³. Hiermee beschikt de auto over Mercedes’ grootste naoorlogse personenautomotor. De vernieuwde M100 in combinatie met de hydropneumatische vering maakte de 450 SEL 6.9 tot een waardige opvolger van de 300 SEL 6.3, de luchtgeveerde voorganger W109 waarin de oorspronkelijke motor eind 1967 ook was uitgekomen. In de filosofie van Mercedes zaten de voordelen van een sterke motor in de mogelijkheid om zich zonder moeite en veilig te kunnen aanpassen aan elke verkeerssituatie zonder comfort (weinig motorgeluid en schakelschokken) te moeten inleveren. Het was Mercedes niet te doen om met de auto's extreme waarden te bereiken en de officiële topsnelheid van 225 km/h werd dan ook bescheiden opgegeven.
De 450 SEL 6.9 was moderner, sneller en goedkoper dan de Rolls-Royces die in de jaren zeventig het summum van luxe waren. De nieuwprijs lag 1/3 lager dan van de goedkoopste Rolls-Royce, de Silver Shadow. De '6.9' miste wel enige uitrusting want de Silver Shadow had standaard een radio, elektrisch verstelbare voorstoelen, lederen interieur en vanaf 1977 (serie II) airconditioning met thermostatische regeling. Op elektrisch verstelbare voorstoelen na konden deze voorzieningen worden bijbesteld, net als een rechter buitenspiegel, lichtmetalen velgen, elektrisch schuifdak, verwarmbare voorstoelen en achterbank, autotelefoon en ABS (vanaf dec. 1978). Bekende personen die een 450 SEL 6.9 bezaten, waren o.a. Franz Beckenbauer, Costa Cordalis, James Hunt, Sophia Loren, Telly Savalas en Frank Sinatra.
Het topmodel is 325 kg zwaarder dan het instapmodel 280 S. De zware M100, de voorzieningen bij de achteras, de verlengde carrosserie, de automaat, de hydropneumatische vering en de comfortverhogende standaarduitrusting zijn hier debet aan.

### 300 SD

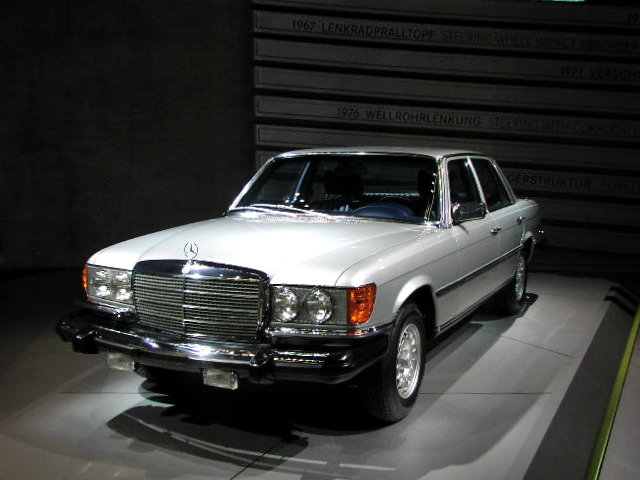
Amerikaanse 300 SD uit 1980

In de VS en Canada werd de W116 vanaf mei 1978 ook leverbaar met een vijfcilinder dieselmotor met turbolader, de OM617.950. De motor was een doorontwikkeling van de vijfcilinder diesel die in 1974 in de W115 als 240D 3.0 was uitgekomen. De 300 SD werd hiermee de eerste topklasse limousine met een dieselmotor en de eerste turbodiesel in een seriemodel ter wereld. De turbolader doet het vermogen en koppel met ongeveer 35% toenemen. Desondanks is de motor eigenlijk niet krachtig genoeg voor gebruik in de snelle S-Klasse. Hij werd in de VS dan ook uitsluitend geleverd om het brandstofverbruik van de serie te drukken. Dit was nodig om tegemoet te komen aan de emissiereducties die werden afgedwongen door de Corporate Average Fuel Economy (CAFE) van 1975. Verkoop in een begrensd marktsegment gaf Mercedes tevens de gelegenheid om een nieuwe technologie uit te proberen zonder al te grote financiële risico's. De zwakke motorisering hield de vraag niet tegen want van de 300 SD werden 1000 exemplaren per maand verkocht. Hiermee overtrof het model alle verkoopprognoses.
Uiterlijk onderscheidt de 300 SD zich door andere koplampen en apart gemonteerde mistlampen voor. Ook de schokabsorberende bumpers, noodzakelijk om te voldoen aan de hogere veiligheidseisen in de VS, wijken sterk af. Ze maken de auto bovendien 26 cm langer. De standaarduitrusting was uitgebreid met een stereo radio, automatische antenne, bagagenetten aan de voorstoelen, MB-Tex bekleding, elektrische ramen, lichtmetalen velgen, centrale vergrendeling, cruise control en een automatische versnellingsbak.

### Gepantserde uitvoeringen
Op speciaal verzoek konden de 8-cilinders vanaf 1978 worden voorzien van bepantsering, uitgezonderd de 450 SEL 6.9. Om het bijkomende gewicht van deze bescherming te kunnen dragen werden de auto's uitgerust met extra rubberen veren voor en hydropneumatische vering met automatische niveauregeling achter. De voertuigen staan op bredere 215 mm banden en ze werden standaard geleverd met lichtmetalen velgen. Het leeggewicht was afhankelijk van de gekozen mate van bepantsering. Mercedes heeft 292 gepantserde auto's van de W116 gebouwd.